# Els segadors
Els segadors (uttal: /əɫs səɣəˈðos/ eller /eɫs seɣaˈðos/, 'skördefolket') är den officiella nationalsången i Katalonien. Den är således inte nationalsång i en självständig stat men i en autonom region med status av "historisk nation" inom Spanien. Sången har musik från 1892, text från 1899 och antogs som katalansk nationalhymn 1993.

## Historia
Även om den ursprungliga sången enligt muntlig tradition dateras till 1640, skrevs dess nuvarande text 1899 av Emili Guanyavents. Han vann en tävling arrangerad av det politiska partiet Unió Catalanista samma år. Musiken standardiserade v Francesc Alió sju år tidigare. Sången är baserad på de händelser 1640, under trettioåriga kriget, som är kända som Corpus de sang. De utspelades i samband med Corpus Christi (60 dagar efter påsk) och inledde skördekarlarnas krig (Guerra dels segadors), den katalanska revolt som på svenska även är känd som skördefolkskriget.
Sedan början av 1900-talet har Els segadors blivit en av symbolerna för den katalanska nationalismen och Kataloniens självt. Den ökade i popularitet under Andra spanska republiken och Spanska inbördeskriget.
Efter att den under flera decennier, och ibland vid sidan om "Cant de la senyera", de facto använts som nationalsång stadfästes officiellt den 25 februari 1993. Den officiella versionen stammar från 1994. De nya katalanska autonomistatuterna från 2006 bekäftar sångens officialitet genom dess artikel 8.4.

## Text

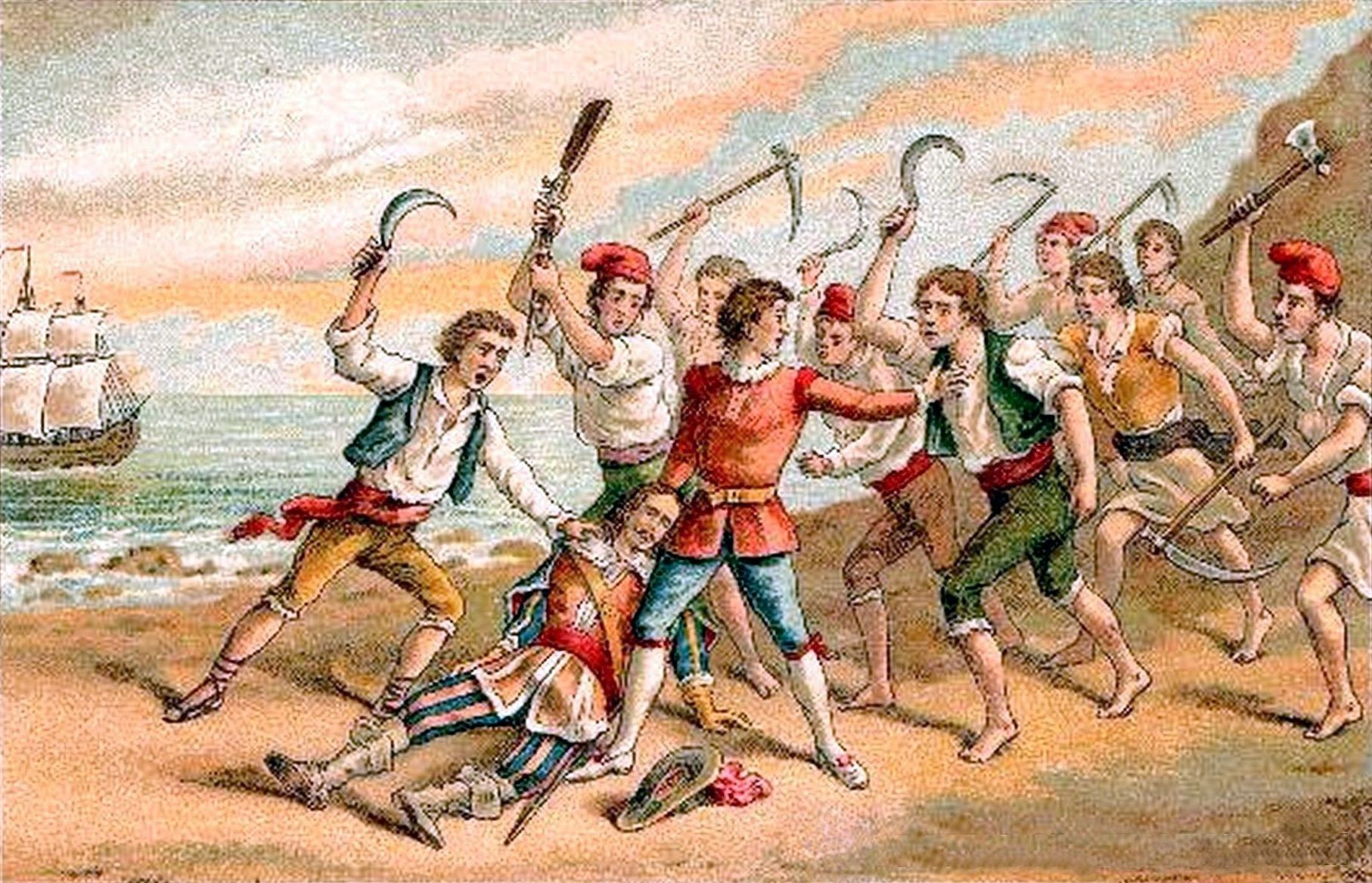
Målningen Corpus de sang (av H. Miralles, 1910) visar inledningen 1640 av Katalanska revolten.

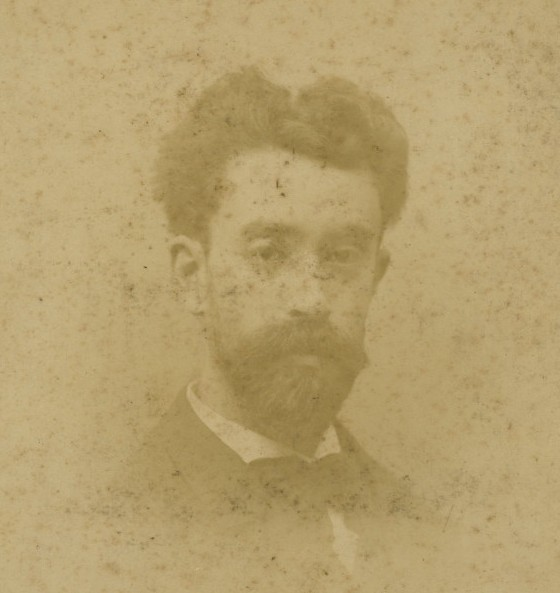
Porträtt av Franesc Alió.

| Els segadors (katalanska)                                                                                   | Skördefolket (ungefärlig översättning)                                                                                           |
| --- | --- |
| Catalunya triomfant, tornarà a ser rica i plena. Endarrera aquesta gent tan ufana i tan superba.            | Det segerrika Katalonien ska åter bli rikt och överflödande. Driv tillbaka dessa människor som är så självgoda och arroganta.    |
| (Tornada:) Bon cop de falç! Bon cop de falç, defensors de la terra! Bon cop de falç!                        | (Refräng:) Slå till med skäran! Slå till med skäran, ni försvarare av detta land! Slå till med skäran!                           |
| Ara és hora, segadors. Ara és hora d'estar alerta. Per quan vingui un altre juny, esmolem ben bé les eines. | Tiden är inne, skördefolk. Tiden är inne att resa oss. Tills juni åter är här, låt oss slipa våra verktyg vassa.                 |
| (Tornada | Refräng) |
| Que tremoli l'enemic, en veient la nostra ensenya. Com fem caure espigues d'or, quan convé seguem cadenes.  | Må fienden darra, när han ser vårt tecken. Precis som vi skär av de gyllene veteaxen, hugger vi av våra bojor när tiden är inne. |
| (Tornada | Refräng) |